# Sven Riemann
Sven Riemann (* 18. dubna 1967 Východní Berlín, NDR) je německý herec, kabaretní umělec a mluvčí.

## Život
18 měsíců byl ve vojenské službě.
Vystudoval Státní akademii hudby a divadla v Rostocku (1990–1994). Absolvoval s diplomem.
Dostal angažmá Národního divadla v Rostocku. Od roku 1994 je na volné noze a vystupuje ve filmech, seriálech, televizi a divadlech.
Jeho nejznámější role je policista Manfred Meier-Hofer v seriálu Kobra 11 v prvních šesti epizodách druhé série (1996).
V letech 1997–2004 hrál Atzeho Schneidera v NDR seriálu Dr. Sommerfeld – Neues vom Bülowbogen.
Mluví německy kde ovládá berlínský (nativní), saský, meklenburský a severoněmecký dialekt, anglicky a rusky.
Svým barytonem profesionálně zpívá chansony ale není mu cizí ani musical a schlager. Hraje na basovou kytaru (základní znalost), ovládá judo, moderní tanec a Rock 'n Roll. Má licenci na motocykl.
Měří 184 cm, má zrzavo-blond vlasy a zeleno-šedé oči.
Jeho otec je herec Werner Riemann a jeho matka je zdravotní sestra Ingeborg Riemann. Jeho bratr je písničkář a hudebník Torsten Riemann a jeho sestra je scenáristka Silke Riemann.
Je ženatý a s manželkou Cathrin mají syna Hannesa Jo a dceru Johannu. Žijí[kdy?] v Berlíně.

## Filmografie
- 1994: Doppelter Einsatz (epizoda: Falsche Freunde)
- 1995: Wolffův revír (Wolffs Revier (epizoda: Kalt ist der Abendhauch)
- 1996: Wolffův revír (Wolffs Revier (epizoda: Cherchez la femme)
- 1995–1996: Hallo, Onkel Doc!
- 1996: 5 Stunden Angst
- 1996: Die Drei
- 1996: Kobra 11
- 1997–2004: Dr. Sommerfeld – Neues vom Bülowbogen
- 1998: Místo činu (Tatort (epizoda: Brandwunden))
- 1999: Stubbe - Von Fall zu Fall (epizoda: Die Seherin)
- 1999: Heimatgeschichten (epizoda: Plötzlich und unerwartet)
- 1999: Alphamann: Die Selbstmörderin
- 2000: Schweigen ist Gold
- 2001: Opferlamm - Zwischen Liebe und Haß
- 2002: Die Rettungsflieger (epizoda: Auf Knall und Fall)
- 2003: Adelheid und ihre Mörder (epizoda: Tomatensoße des Grauens)
- 2004: Šimpanz Charly (Unser Charly (epizoda: Gewagter Einsatz))
- 2004: Polizeiruf 110 (epizoda: Ein Bild von einem Mörder)
- 2005: Rosamunde Pilcher: Královna noci (Rosamunde Pilcher: Königin der Nacht)
- 2005: SOKO Leipzig (epizoda: Abgetaucht)
- 2005: Ein Kuckuckskind der Liebe
- 2005: Beutolomäus sucht den Weihnachtsmann
- 2006: Nicht alle waren Mörder
- 2007: Stubbe - Von Fall zu Fall (epizoda: Schmutzige Geschäfte)
- 2007: Der Fürst und das Mädchen (epizoda: Geheimnisvolle Reise)
- 2009: Ahoj Robbie! (Hallo Robbie! (epizoda: Robbie hat Schwein)
- 2009: Meine schöne Nachbarin
- 2010: Weissensee (epizoda: Die verlorene Tochter)
- 2011: Winterawakening
- 2011: Flemming (epizoda: Im Krieg und in der Liebe)
- 2012: Komm, schöner Tod